# Colebrookea
Colebrookea, monotipski biljni rod grmova iz porodica medićevki smješten u tribus Pogostemoneae, dio potporodice Lamioideae. Opisan je u Exotic Botany 2: 111, pl. 115. 1806.  . Jedina vrsta je C. oppositifolia, rasprostranjena od Pakistana na istok do jugozapadne Kine i Indokine. Biljka je ljekovita, povijesnose koristila kao narodni lijek za probleme uzrokovane oksidativnim stresom. Na svom autohtonom području poznata je više narodnih naziva, a na engleskom jeziku kao “indijski vjeveričin rep”. 

## Opis
Veliki razgranati grmovi, narastu do 2,5  ili 3 m. visine

## Sinonimi
- Buchanania Sm.; Exot. Bot. 2: tab. solum, 115 (1805)
- Sussodia Buch.-Ham. ex D.Don; Prod. Fl. Nep. 104 (1825
- Buchanania oppositifolia Sm.; Exot. Bot. 2: 115 (1806)
- Colebrookea ternifolia Roxb.; Pl. Coromandel 3: 40 (1815)
- Elsholtzia oppositifolia (Sm.) Poir.; F. Cuvier, Dict. Sci. Nat., ed. 2, 14: 366 (1819)
- Sussodia oppositifolia (Sm.) Buch.-Ham. ex D.Don; Prodr. Fl. Nepal.: 104 (1825)

- Colebrookea oppositifolia,  Nepal.
- C. oppositifolia
- C. oppositifolia
- C. oppositifolia

## Vanjske poveznice
- Exploring the therapeutic potential of Colebrookea oppositifolia in protecting against H2O2 induced oxidative stress in drosophila